# Порнофільми (гурт)
«Порнофільми» (рос. Порнофильмы) — російський панк-гурт із міста Дубна, заснований у 2008 році. Колектив виділяється на тлі інших російських панк-рок груп сильно політизованими, радикально опозиційними текстами пісень, а також пропагандою здорового способу життя, всі учасники групи — вегетаріанці, не вживають алкоголю, наркотиків і не палять.
Гурт «Порнофільми» був популярний у Дубні в ранні роки виступів, а після випуску свого четвертого альбому «В діапазоні між відчаєм і надією» та скасування низки концертів через вимоги місцевої влади здобув велику популярність і став одним із провідних виконавців панку в Росії.

## Історія
Гурт був заснований у 2008 році, але активно розвивати його музиканти розпочали лише у 2012 році, після того, як усі учасники прийшли до вегетаріанства та відмовилися від усіх шкідливих звичок, що й стало основною темою більшості текстів гурту на той час. Назва гурту — це метафора на навколишню дійсність: «дороги жахливі, зарплати жебрачі, а люди зависають у торгових центрах і ні про що не думають» — казав вокаліст Володимир Котляров у одному з інтерв'ю. Усю свою музику учасники гурту записували в гаражі і зводили спочатку так само, потім мастерингом за символічну плату займався друг гурту. Перша пісня «Приезжай!» з альбому «Русская мечта. Часть I» 2015 року присвячена фанату групи, який вчинив суїцид, скинувшись із даху будинку, через брак розуміння та підтримки у своєму оточенні. Гурт підтримує Україну з самого початку збройної агресії Росії на сході України та анексії Криму в 2014 році, бере участь у мітингах, випускає пісні на цю тему (наприклад, «Русский Христос», «Роди мне 1000 детей!», «Это пройдёт» та багато інших).

## Благодійність
Гурт часто виступає на благодійних концертах.
У середині 2017 року група запустила краудфандинговий проект на сайті Planeta.ru, де оголосили про запис нового альбому, але відразу сказали, що всі зібрані гроші підуть не на запис, а до благодійного фонду «Фонд боротьби з лейкемією», із запитаних 550000 рублів, група зібрала 909 101 рубль. Також для цього фонду група проводила акустичний онлайн концерт, де під час трансляції збирала гроші, крім цього особисто приїжджали у фонд і роздавали одяг, їжу та речі для творчості, що потребують.
У травні 2018 року гурт «Порнофільми» відвідав дитячий онкологічний центр, де провели музичний майстер клас, а також розповідали дітям про основи побудови мелодій.
1 квітня 2020 року вокаліст гурту Володимир Котляров зіграв благодійний акустичний онлайн-концерт на підтримку «Фонду боротьби з лейкемією», на якому вдалося зібрати 950 000 рублів. За 3,5 години трансляції виступу на YouTube-каналі користувачі пожертвували 855 000 рублів, гроші, що залишилися, надійшли протягом наступної доби.
8 жовтня 2020 року було проведено ще один онлайн благодійний концерт на підтримку «Фонду боротьби з лейкемією»
Наразі активно проводить благодійні концерти на допомогу українським дітям.
Основною перевагою гурту слухачі та критики називали щирість виконання пісень гуртом. Олексій Мажаєв, рецензент сайту InterMedia, відзначав спробу учасників групи сформувати власний світогляд та певні погляди на речі.
Негативні відгуки про групу насамперед пов'язані з банальністю та вузькою спрямованістю текстів пісень, що нагадують «соціальні чи політичні гасла» з явною «прісною» подачею виконавця. Той же Олексій Мажаєв відзначав «бідність застосовуваних у панк-року гурту мелодійних та аранжувальних засобів».

## Скандали та події

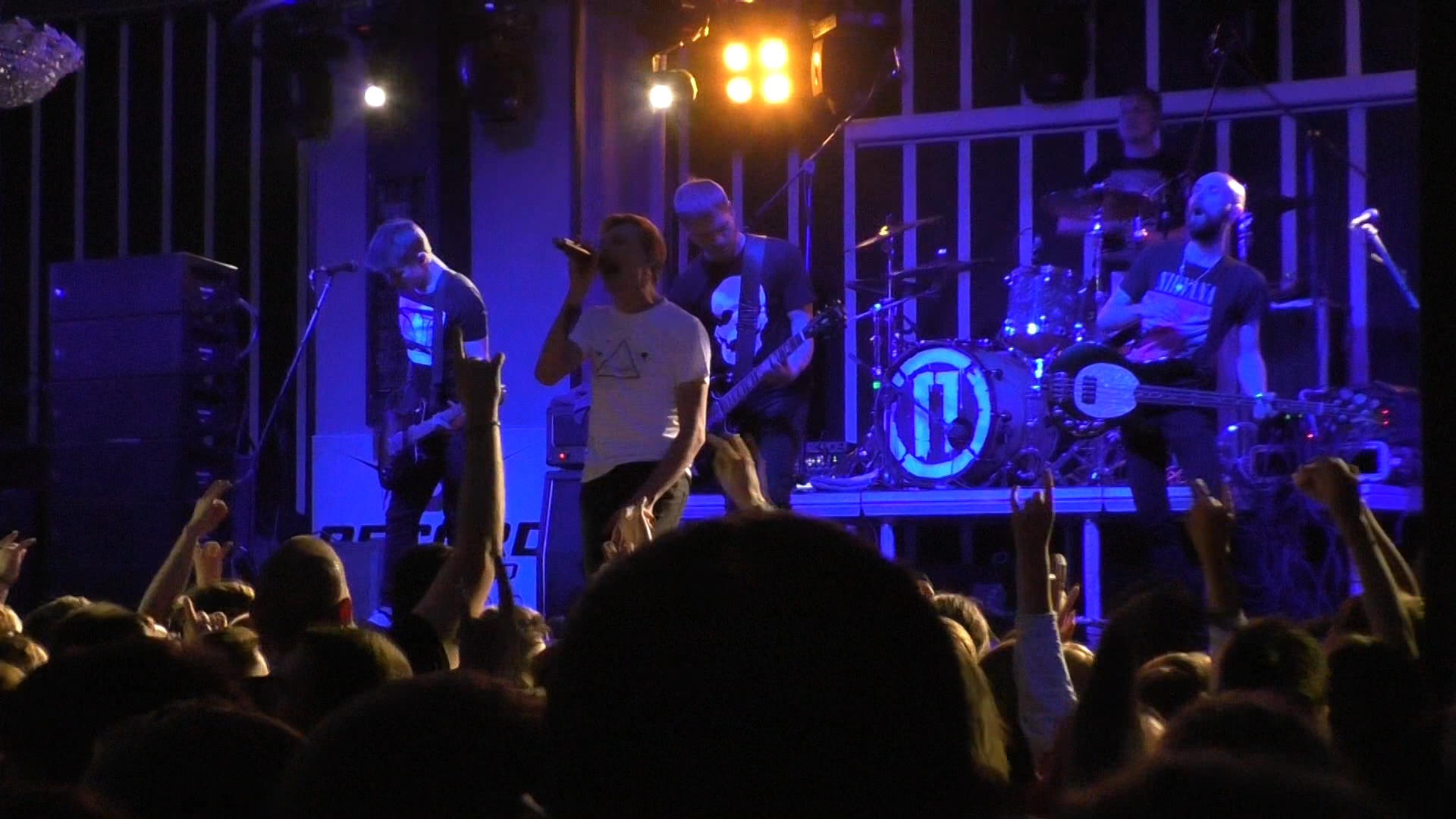
Концерт у Тольятті, 2018 рік

В Улан-Уде містом були розвішані афіші з назвою групи. Місцеві жителі вирішили, що це реклама порнографії і почали писати скарги.
У грудні 2016 року в місті Волгоград було скасовано концерт групи на настійне прохання прокуратури Волгоградської області.

У жовтні 2017 року на вимогу ФСБ та влади міст було скасовано два концерти групи у Володимирській області, у місті Муромі, та у Нижегородській області, у місті Викса. Спочатку концерт гурту «Порнофільми» мав проходити 21 жовтня у місті Муром у клубі «Арт-бар 111». Але власниці клубу Тетяні Макуріної зателефонувала голова комітету з розвитку споживчого ринку Мурома Ганна Шишкіна і стала вимагати скасувати концерт гурту через «пропаганду екстремізму та фашизму». Пізніше Макуріну викликали до прокуратури, де прокурор та співробітники ФСБ заявили, що «гурт „Порнофільми“ виступати у Володимирській області не буде, тому що вони екстремісти». Також від адміністрації міста виникла загроза:

«Мы не хотели отменять концерт, но позвонили из администрации Мурома. Нам сказали: „Понимаете, Муром — город маленький. С вами, вашим бизнесом и вашими детьми может быть всё что угодно“. Угрожали, что закроют мой бизнес, я не смогу работать и жить в Муроме».
Після концерту було перенесено до сусіднього міста Викса, однак і там за словами гітариста групи Олександра Русакова власники клубу відмовилися від проведення концерту через «загрози по телефону про можливе закриття закладу» і це було вже не вперше коли у Володимирській області влада хоче заборонити концерт гурту. В результаті вокаліст гурту провів онлайн трансляцію акустичного концерту гурту у ВКонтакті.
23 липня 2018 року, за півмісяця до початку фестивалю «Нашествие», гурт «Порнофільми» заявив на своїх сторінках у соціальних мережах про те, що не виступатиме на фестивалі через пропаганду мілітаризму. «Жодної пропаганди мілітаризму — це була наша головна умова участі у фестивалі „Нашествие“. Слідом за „Порнофільмами“ в найближчі кілька днів від участі у фестивалі з тієї ж причини відмовилися гурти „Елізіум“, „Йорш“, Distemper, „Пошлая Молли“ та співачка Монеточка. Вже кілька років фестиваль „Нашествие“ проходив за підтримки Міністерства оборони Російської Федерації, але в 2018 році організаторами було заявлено, що участі Міноборони РФ не буде і низка груп погодилася виступити на фестивалі. За два тижні організатори повідомили групи, що Міноборони РФ і цього року з'явиться на „Нашествии“ і виконавці, включаючи групу „Порнофільми“ відмовилися від участі у фестивалі.
У січні 2020 року управління ФАС по Ульяновській області порушило справу через рекламу концерту гурту. За заявою місцевої жительки, яка написала скаргу назва групи, що міститься в рекламі, що характеризує фільми для дорослих, без вказівки самої панк-рок-групи, вводить споживачів даної реклами в оману.»
11 березня в місті Челябінськ, клуб «Галактика розваг» відмовив у проведенні концерту групи, посилаючись на лист з поліції в якому було сказано, що пісні групи "містять нецензурну лайку, інформацію, яка спонукає дітей до дій, що становлять загрозу життю та здоров'ю, заклики. до вживання наркотиків, заперечення сімейних цінностей, неповага до батьків ".
23 листопада 2021 року Міністерство юстиції Росії включило пісню «Нищих убивай!» до Реєстру заборонених на підставі рішення Дзержинського районного суду Волгограда. Група заявив, що для них самих «ця новина стала несподіванкою», адже ця пісня всього-на-всього гіперболізована сатира на презирливе ставлення еліти до бідних і є кавером на композицію американського гурту Dead Kennedys «Kill The Poor». У лютому 2022 року гурт подав позов щодо скасування постанови про визнання пісні «Нищих убивай!» екстремістською. Волгоградський обласний суд скасував рішення Дзержинського районного суду та направив справу на новий розгляд до суду першої інстанції.
24 лютого 2022 року після вторгнення Росії в Україну гурт підтримав Україну, вокаліст Володимир Котляров заявив: «Нам соромно, що наша держава поводиться як гопник, що зарвався».

## Учасники групи
- Володимир Котляров — вокал (2008 — нині)
- Кирило Муравйов — барабани (2013 — нині)
- Олександр Агафонов — бас-гітара (2017 — нині)
- Олександр Русаков — гітара, бек-вокал (2016 — нині) (також менеджер/директор гурту з 2015 року)
- Ігор Рибін — гітара (2023 — нині)

### Колишні учасники
- Олексій Нілов — барабани (2008—2013)
- Дмитро Кузнєцов — бас-гітара, бек-вокал (2008—2016)
- В'ячеслав Селезньов — гітара, бек-вокал (2008—2023)
- Валентин Березін — гітара (2023)

## Дискографія

### Студійні альбоми
- «Клей!» (2010)
- «Скучная жизнь» (2012)
- «Карма рабочих» (2013)
- «Нищая страна» (2013)[32]
- «Молодость и панк-рок» (2014)
- «Русская мечта. Часть I» (2015)
- «Русская мечта. Часть II» (2016)[33][34]
- «В диапазоне между отчаянием и надеждой» (2017)[6]
- «Это пройдёт» (2020)[35]

### Міні-альбоми
- «Ты в моей секте» (2011)
- «Искусство» (2012)
- «Сколько взорвётся бомб?» (2012)
- «На всех экранах страны» (2012)
- «Белые хлопья» (2014)
- «Сопротивление» (2015)
- «Как в последний раз» (2016)

### Сингли
- «Проплаченная песня» (2014)
- «Наши Имена» (спільно з Lumen) (2015)
- «Я так боюсь» (2018)
- «Ритуалы» (2019)
- «Печаль» (спільно з BaseFase) (2020)

## Відеокліпи
| Рік  | Назва                            | Режисери                             | Альбом / Міні-альбом               |
| ---- | -------------------------------- | ------------------------------------ | ---------------------------------- |
| 2018 | «Границы гетто» на YouTube</img> |                                      | Кавер для проекту «Вулиця Вільних» |
| 2019 | «Ритуалы» на YouTube</img>       | Давид Бінтсене та Володимир Котляров | Сингл                              |

## Нагороди
| Рік  | Номіновано        | Нагорода                    | Результат |
| ---- | ----------------- | --------------------------- | --------- |
| 2021 | Владимир Котляров | «Чартова дюжина» — «Солист» | Перемога  |